# Посол з особливих доручень
Посол з особливих доручень є або дипломатом, секретарем або міністром вищого рангу, який акредитований представляти свою країну і свій народ на міжнародному рівні.
На відміну від "посла в резиденції" (постійного посла), який, як правило, обмежений країною або посольством, Послу з особливих доручень наказано діяти в декількох, зазвичай сусідніх країнах, регіоні або іноді займати місце в міжнародній організації, як в Організації Об'єднаних Націй і Європейському Союзі. У деяких випадках послу з особливих доручень навіть може бути призначена роль, за якою він би консультував та допомагав державі чи уряду в конкретних питаннях. Історично склалося, що президенти чи прем'єр-міністри призначали спеціальних дипломатичних посланців для виконання конкретних доручень, насамперед за кордоном, але іноді і в межах країни, як генерального посла.

## Почесний титул
Згідно із міжнародним протоколом, до послів з особливих доручень та до послів офіційно звертаються як Його / Її Високоповажність, або Пан / Пані Посол.

## Посол з особливих доручень в США
Президент США призначив першого посадовця, який почав носити спеціальний титул «посол з особливих доручень» 12 березня 1949 року у відповідності до своїх повноважень, наданих статтею II, Розділу 2 Конституції США для вирішення конкретних питань зовнішньої політики, які були часто, але не завжди, прописані в їх комісіях.
До посад Посла з особливих доручень до дипломатичного корпусу Державного департаменту США входять:
- Координатор з питань протидії тероризму[en]
- Посол з глобальних жіночих питань[en]
- Глобальний координатор проти СНІДу США[en]
- Посол за міжнародну релігійну свободу[en]
- Посол з питань військових злочинів[en]
- Посол з питань моніторингу та протидії торгівлі людьми[en]

## Відомі Посли з особливих доручень
- Мехді Самій, генеральний посол Ірану з економічних питань та радник Прем'єр-міністра з питань міжнародного фінансування (1971–1973)[2]
- Шарль Азнавур, франко-вірменський співак, великий посол Франції у Вірменії
- Принцеса Масна Болках, Посол Брунею i Міністр закордонних справ та торгівлі
- Барбара Каррера, колишній генеральний посол у Нікарагуа, призначений тодішнім президентом Арнольдо Алеманом
- Ніколяс Казаді, великий посол в Демократичній Республіці Конго
- Чан Хен Чі, великий посол, що представляє Сінгапур та колишній посол у США з 1996 по 2012 рік[3]
- Сьюзан Джонсон Кук, колишній великий посол США у справах міжнародної релігійної свободи
- Генрі А. Крамптон, координатор контртероризму Державного департаменту[4]
- Ахмет Давутоглу, колишній великий посол Туреччини; згодом обіймав посаду міністра закордонних справ та прем'єр-міністра.
- Ерік Гусбі, глобальний координатор протидії СНІДу (великий Посол з питань ВІЛ та СНІДу)[5]
- Леон Марія Герреро III, заступник міністра закордонних справ Рамона Магсайсая (1953–1954) та Посол у складі чотирьох президентів Філіппін: Рамон Магсасей (1954–1957), Карлос П. Гарсія (1957–1961), Діосдадо Макапагал (1961 –1965) та Фердинанд Е. Маркос (1965–1980)
- Георг фон Габсбург, великий посол Угорщини[6]
- Джон Ханфорд, колишній великий посол США у справах міжнародної релігійної свободи
- Філіп Джессуп, генеральний посол США при президенті Гаррі Трумені
- Томмі Кох, великий посол Сінгапуру
- Ставрос Ламбрінідіс, посол з особливих доручень Грецької Республіки, Віце-президент Європейського парламенту і міністра закордонних справ в Греції
- Джин Лох, великий посол Китайської республіки (Тайвань) з 1997 по 2001 рік[7]
- Джавед Малік, великий посол Пакистану в регіоні Перської затоки
- Аміна Мохаммед, великий посол, який представляє Кенію
- Лінео Нтоане, Посол Королівства Лесото
- Дам Нуала О'Лоан, Ірландія. Постійний посол у вирішенні конфліктів та спеціальний посланник у Тиморі-Лешті[8]
- Онг Кенг Йонг, генеральний посол Міністерства справ у Сінгапурі та колишній генеральний секретар Асоціації націй Південно-Східної Азії (АСЕАН)
- Гопінат Пілай, великий посол Сінгапуру[9]
- Оскар де ла Рента, великий посол Домініканської Республіки[10]
- Карлос Ромуло, президент Генеральної асамблеї ООН (1949–1950), секретар / міністр закордонних справ і великий посол при трьох президентах Філіппін: Ельпідіо Кіріно (1950–1952), Діосдадо Макапагал (1963–1964) і Фердинанд Маркос (1968–1984)
- Петрі Сало, Посол Фінляндії в Південному Кавказі (Вірменія, Азербайджан та Грузія)[11]
- Строуб Телботт, великий посол США та спеціальний радник секретаря з питань нових незалежних держав[12]